# Telestes (ballarí)
Telestes (en llatí Telestas o Telestes, en grec antic Τελέστας, Τελέστης) fou un ballarí grec que actuava a les comèdies d'Èsquil.
D'aquest artista, Ateneu (el principal autor que el menciona) diu que la seva habilitat era tan gran que en la representació de l'obra d'Els set contra Tebes va fer les danses de mim i va dirigir el cor.